# Jean-Pierre Dickès
Pour les articles homonymes, voir Dickès.
Jean-Pierre Dickès, né le 29 décembre 1942 à Boulogne-sur-Mer et mort le 28 août 2020 à Coquelles, est un médecin, historien régionaliste, éditeur, essayiste et militant catholique français. 
Cofondateur du Centre médico-chirurgical et obstétrique de Côte-d'Opale, fondateur de l'association humanitaire Rosa Mystica, il a publié plusieurs essais sur la bioéthique et le transhumanisme, dont il est un fervent opposant. Président de la Société académique du Boulonnais, il est aussi un spécialiste de la région boulonnaise et du picard pratiqué.

## Biographie

### Une jeunesse engagée
Jean-Pierre Dickès naît en 1942, à Boulogne-sur-Mer. Il est le fils des médecins et résistants Nicolas Dickès et Françoise Dickès-Mahieu, dont le premier dirige une importante clinique obstétrique à Boulogne. Dès 1958, à l'âge de 15 ans et demi, il s'engage auprès de son frère, pour l'Algérie française et le retour du général de Gaulle. Il passe son baccalauréat à 16 ans,[réf. nécessaire] puis intègre la faculté de médecine de Lille en 1958[réf. nécessaire]. Il y rencontre des étudiants de l'Action française, à laquelle il adhère dans les années 1960. En 1972, il devient un fidèle de la Fraternité sacerdotale Saint-Pie-X et participe à la fondation de la paroisse Saint-Louis de Boulogne-sur-Mer. Il devient aussi membre du comité de rédaction de la revue Fideliter et écrit régulièrement sur le site Médias-Presse-Infos.

### Un historien régionaliste
Jean-Pierre Dickès est président de la Société académique du Boulonnais, société savante et maison d'édition spécialisée dans l'histoire de Boulogne et du Boulonnais. Sous sa présidence, entre 1985 et 2018, près d'une soixantaine d'ouvrages sont publiés. Lui-même publie régulièrement des ouvrages sur le patrimoine historique et linguistique de la région, à l'image de son dictionnaire français-picard, Le Patois pour tous (1984), de sa biographie de sainte Ide (2005, distinguée par l'Académie des sciences morales et politiques), ou encore, de son Boulogne-sur-mer au temps du roi Soleil (2012), publié en collaboration avec l'historien moderniste Philippe Moulis. Il est d'ailleurs reconnu, d'après son éditeur, comme l'un des meilleurs spécialistes du picard.
Jean-Pierre Dickès possède son propre Libre journal sur Radio Courtoisie. Il donne également des conférences sur l'évolution du monde en fonction du transhumanisme qu'il considère comme un danger mortel.

### Un médecin catholique
Sorti du séminaire en 1965, Jean-Pierre Dickès soutient sa thèse d'exercice à la Faculté de médecine de Paris en 1971 et est inscrit au Conseil de l'Ordre des médecins du Pas de Calais n° 62101879[réf. nécessaire]. En 1981, il participe à la création de la clinique d'Opale avec deux autres chirurgiens par réunion des cliniques respectives. Il y exerce en tant que médecin accoucheur et médecin généraliste, tout en étant expert à la Cour d'appel de Douai, notamment lors de l'Affaire d'Outreau. Il est cité dans le rapport Vallini de 2006. En 1998, il prend la direction de l'Association catholique des Infirmières et Médecins (ACIM), puis, à partir de 2000, celle des Cahiers Saint-Raphaël, une revue catholique trimestrielle de 120 pages traitant de bioéthique et d'actualité médicale.
Avec son épouse infirmière et sage-femme,[réf. nécessaire] il crée aussi, en 2007, une association médicale, caritative et missionnaire du nom de Rosa Mystica, à travers laquelle il vient en aide aux Philippins, avec de nombreux bénévoles. Celle-ci se situe à General Santos dans le sud de Mindanao. Il y fait construire une église et un vaste dispensaire qui assure des soins quotidiens aux pauvres. Le "temps fort" d'une semaine avec une douzaine de médecins venus de plusieurs pays change de lieu chaque année et prend en charge entre 3 000 et 6 000 malades.  En novembre 2018, le docteur Dickès ne s'y déplace plus pour raisons de santé et laisse la direction sur place au Dr Philippe de Geofroy. Il continue toutefois la communication nécessaire à la survie de la mission.
Ses obsèques ont lieu le 31 août 2020 en l'église Saint-Louis de Boulogne-sur-Mer. Il est le père de la philosophe Godeleine Lafargue, de l'historien et journaliste Christophe Dickès, et du poète Damien Dickès.

## Ouvrages
- On sommes péquaille : les Boulonnais parlent de leur santé, auto-édition, 1976.
- C'est cor'à rire, Amiens, Éklitra, 1980.
- Le Patois pour tous : les parlers du Boulonnais, Montreuillois et Calaisis, Amiens, Éklitra, 1984.
- Les Noms de famille en Boulonnais, Calaisis et Pays de Montreuil, Boulogne, Société Académique du Boulonnais, 1986.
- Avec André-Georges Vasseur, Images de guerre à Boulogne sur mer, Boulogne, Société Académique du Boulonnais, 1987.
- La Blessure, Suresnes, Clovis, 1988.
- Boulogne 1989 : dessous d'une élection, auto-édition, 1989.
- Le patois boulonnais, Boulogne, Société Académique du Boulonnais, 1992.
- Métiers et noms de famille, Boulogne, Société Académique du Boulonnais, 2000.
- Les patois de la Côte d'Opale, Boulogne, Société Académique du Boulonnais, 2002.
- Avec Marcel Merlot, À Tire d'Aile : histoire de l'aviation dans les Boulonnais, Boulogne, Société Académique du Boulonnais, 2003.
- Sainte Ide de Boulogne, Paris, Paris Concep, 2005. Ouvrage distingué par l'Académie des sciences morales et politiques.Curiosités en Boulonnais, Boulogne, Société Académique du Boulonnais, 2006.
- L'Homme Artificiel, Paris, éditions de Paris, 2007.
- La Côte-d'Opale par les pastellistes, Boulogne, Société Académique du Boulonnais, 2010.
- Philippines : entre sourires et larmes, édition Cahiers Saint Raphaël, 2011
- Avec Philippe Moulis, Boulogne-sur-mer au temps du roi Soleil, Boulogne, Société Académique du Boulonnais, 2 t., 2012-2013.
- L'Ultime Transgression, Chiré-en-Montreuil, éditions de Chiré, 2013.
- De terre, de lumière et d'étoiles, Boulogne, Société Académique du Boulonnais, 2014.
- La fin de l'espèce humaine, Chiré-en-Montreuil, éd. de Chiré, 2015.
- Avec Pierre Baudelicque, Un Jeune Boulonnais dans la Tourmente (1939-1945), Boulogne, Société Académique du Boulonnais, 2 t., 2016-2017.